# Jared W. Williams
Jared W. Williams (Woodstock, 1796. december 22. – Lancaster, 1864. szeptember 29.) az Amerikai Egyesült Államok szenátora (New Hampshire, 1853–1854).